# Kota Bharu

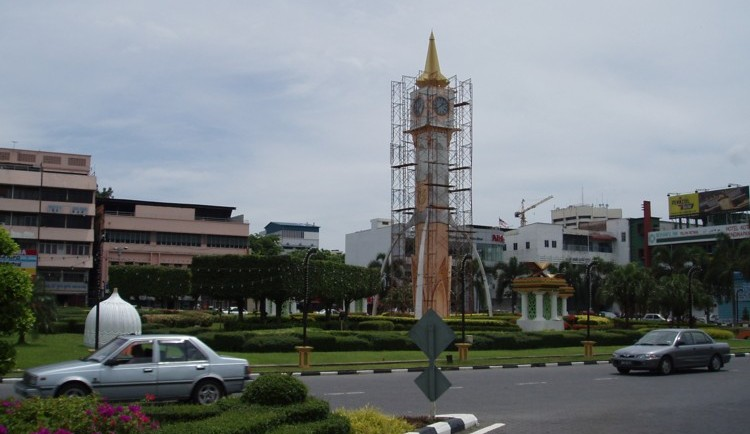
Wieża zegarowa w Kota Bharu

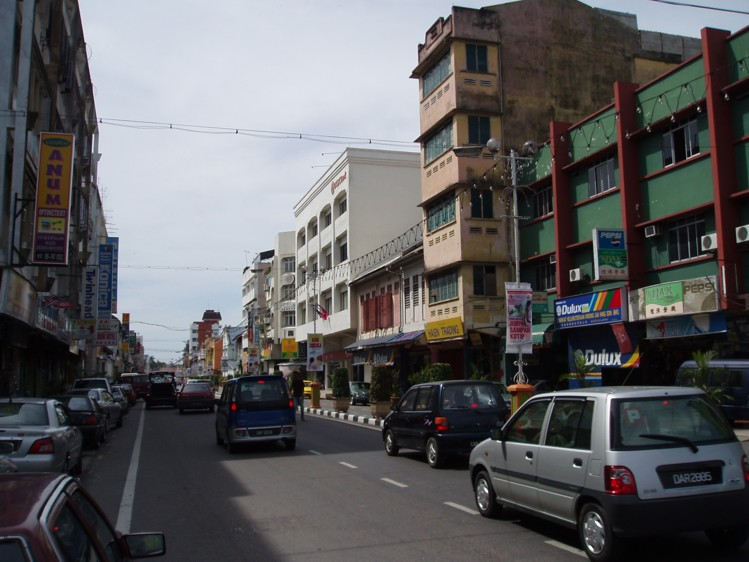
Jalan Temenggong, Kota Bharu

Kota Bharu – miasto w Malezji, położone na Półwyspie Malajskim, u ujścia rzeki Kelantan do Morza Południowochińskiego. Ludność: 425,3 tys. (2005). Ośrodek administracyjny stanu Kelantan.
Nazwa miasta w języku malajskim oznacza „nowe miasto, fort”.